# Канадско-мадагаскарские отношения
Канадско-мадагаскарские отношения — двусторонние дипломатические отношения между Канадой и Мадагаскаром. Государства являются полноправными членами организации Франкофонии, Организации Объединённых Наций и Всемирной торговой организации.

## История
Канада и Мадагаскар ранее были частью Французской колониальной империи. Во время Второй мировой войны войска обеих стран участвовали во Французской кампании. В 1965 году Канада признала и установила дипломатические отношения с Мадагаскаром, через пять лет после того, как эта страна получила независимость от Франции.
В сентябре 1987 года президент Мадагаскара Дидье Ратсирака посетил Канаду для участия во 2-м саммите организации Франкофонии, проходившем в Квебеке, где провёл переговоры с премьер-министром Канады Брайаном Малруни. В сентябре 1999 года президент Мадагаскара Дидье Рацирака вновь посетил Канаду, чтобы принять участие в 8-м саммите организации Франкофонии, проходившем в Монктоне, где провёл переговоры с премьер-министром Канады Жаном Кретьеном.
Во время государственного переворота на Мадагаскаре в 2009 году, когда был отстранён от власти президент Мадагаскара Марк Равалуманана, Канада осудила переворот и правительственные меры по подавлению протестующих. Демократия на Мадагаскаре была восстановлена после избрания президентом Эри Радзаунаримампианина в 2014 году. В марте 2014 года Мадагаскар посетила делегация Канадско-африканской парламентской ассоциации.
В ноябре 2016 года премьер-министр Канады Джастин Трюдо посетил Мадагаскар для участия в 16-м саммите франкофонии, который проходит в малагасийской столице Антананариву. Премьер-министр Джастин Трюдо встретился с президентом Эри Радзаунаримампианиной и они обсудили подписание Соглашения об избежании двойного налогообложения между странами.

## Торговля
В 2017 году объём товарооборота между странами составил сумму 115,5 миллионов канадских долларов. Экспорт Канады на Мадагаскар: различное оборудование, текстильные изделия, электрические машины, а также сушёный горох. Экспорт Мадагаскара в Канаду: титановая руда, специи, ванильные бобы, сушёная рыба (кроме трески), кофе и тканая одежда. Канадская горнодобывающая компания Sherritt International является крупным инвестором мадагаскарских рудников.

## Дипломатические представительства
- Интересы Канады на Мадагаскаре представлены через посольство в Претории (ЮАР)[7].
- Мадагаскар имеет посольство в Оттаве[8].